# NGC 1879
NGC 1879 је спирална галаксија у сазвежђу Голуб која се налази на NGC листи објеката дубоког неба.
Деклинација објекта је - 32° 8' 33" а ректасцензија 5h 19m 48,1s. Привидна величина (магнитуда) објекта NGC 1879 износи 12,6 а фотографска магнитуда 13,2. Налази се на удаљености од 21,443 милиона парсека од Сунца. NGC 1879 је још познат и под ознакама ESO 423-6, MCG -5-13-16, UGCA 110, IRAS 05178-3211, DDO 232, AM 0517-321, PGC 17113.